# تاي فو: راث أوف ذا تايغر
تاي فو: راث أوف ذا تايغر (بالإنجليزية: T’ai Fu: Wrath of the Tiger)‏ ، هي لعبة فيديو إلكترونية أمريكية من نوع لعبة أكشن ومغامرات، صدرت في السوق الأمريكية والأوروبية سنة 1999م، وهي من تطوير دريم وركز ونشر شركة أكتفجن ، وتعمل حصراً لنظام بلاي ستيشن.